# Euforbo
Euforbo è un personaggio della mitologia greca, presente soprattutto nell'Iliade.

## Il mito

### Le origini
Secondo Omero, Euforbo era uno dei figli del vecchio sacerdote troiano Pantoo. Era ancora giovanissimo quando iniziò a partecipare alla guerra di Troia in difesa della sua città.
(Omero, Iliade, vv.807-810, Libro XVI)

### Imprese e morte
Euforbo colpì Patroclo per secondo, alle spalle, dopo la ferita che il dio Apollo aveva inferto alla nuca dell'eroe acheo, con un colpo di lancia, ma non volle osare il duello. Dopo che Ettore uccise il greco, Euforbo tentò di spogliarlo delle armi ma cadde nello scontro che ne seguì, colpito da Menelao, che gli cacciò la spada nella gola, arrivando a fargli schizzare il sangue tra i suoi capelli ricciuti. I greci si impadronirono delle sue armi ma i troiani, grazie all'intervento di Ettore, riuscirono a salvarne la salma.

## Pareri secondari
- Diogene Laerzio, in 8.4, citando Eraclide Pontico, sostiene che Pitagora fosse vissuto un tempo sotto l'aspetto di Etalide e successivamente di Euforbo. Quando Euforbo morì la sua anima passò in Ermotimo. Dopo alcune ulteriori reincarnazioni, morto un certo Pirro, quell'anima divenne Pitagora. Probabilmente la fonte principale di Diogene Laerzio era Aristosseno, il filosofo aristotelico di origine tarantina che ha tramandato rilevanti informazioni sulla scuola pitagorica (Vedi: Aristox., fr. 12 Wehrli, seconda edizione). La storia della reincarnzione di Pitagora in Euforbo, inteso come l'eroe omerico dell'Iliade, appare anche in Giamblico (V.P., 63). Secondo Maria Timpanaro-Cardini l'Euforbo in questione non era l'eroe omerico menzionato nell'Iliade[1]. Il fatto che l'Euforbo omerico fosse ben noto potrebbe aver contribuito a confondere l'Euforbo di Pitagora con quello omerico.

- Ovidio racconta che Pitagora riteneva di essere una reincarnazione di Euforbo. Egli credeva infatti nella trasmigrazione delle anime. La leggenda narra che Menelao, una volta tornato a Sparta, consacrò ad Era lo scudo di Euforbo. Pitagora avrebbe riconosciuto quello scudo come suo, e per questo credeva che l'anima di Euforbo si fosse reincarnata nel suo corpo.[2]

- Secondo Giovanni Tzetzes, Euforbo era figlio di Bucolione e della ninfa Abarbarea, e quindi un semidio.

## Nell'arte
- Il duello tra Ettore e Menelao presso il corpo del giovane troiano è il soggetto del cosiddetto Piatto di Euforbo.

## Omaggi
- Ad Euforbo è intitolato l'asteroide troiano 4063 Euforbo.